# Jugendzentrum Burglengenfeld
Das Jugendzentrum Burglengenfeld (auch JUZ Burglengenfeld oder JUZ BUL) ist eines der ältesten autonomen Jugendzentren in Bayern und der Bundesrepublik Deutschland. Es wird von der Initiative Jugendzentrum im Städtedreieck e.V. verwaltet. Bekanntheit erlangte das Jugendzentrum im Rahmen der Proteste gegen die Wiederaufarbeitungsanlage Wackersdorf.
Das Jugendzentrum wurde 1974 gegründet und wird seither von Jugendlichen selbst verwaltet. Den Mittelpunkt des Vereinslebens bildet die Musikkneipe mit Schwerpunkt auf Punk/Metal und nichtkommerziellen Musikveranstaltungen. Das JUZ war federführend für die Anti-WAAhnsinns-Festivals von 1982 bis zum Höhepunkt 1986 mit über 100.000 Besuchern. Sitz ist eine denkmalgeschützte ehemalige Landwirtschaftsschule in der Schwandorfer Straße in Burglengenfeld. Der Landkreis Schwandorf stellt das Gebäude mietfrei zur Verfügung, lediglich die Betriebskosten werden in Rechnung gestellt. Die Städte Burglengenfeld, Maxhütte-Haidhof und Teublitz geben jährlich insgesamt 3.000 Euro freiwillige Leistungen als Zuschuss. Im Gebäude gibt es Proberäume, die u. a. von den Bluesfriends Burglengenfeld-Regenstauf genutzt werden, sowie acht Sozialwohnungen. Stand Juli 2024 hat der Landkreis Schwandorf das Gebäude des Jugendzentrums verkauft, wodurch das JUZ vor einer ungewissen Zukunft steht.